# Distretto di Hardoi
Hardoi è un distretto dell'India di 3 397 414 abitanti. Capoluogo del distretto è Hardoi.